# Haft

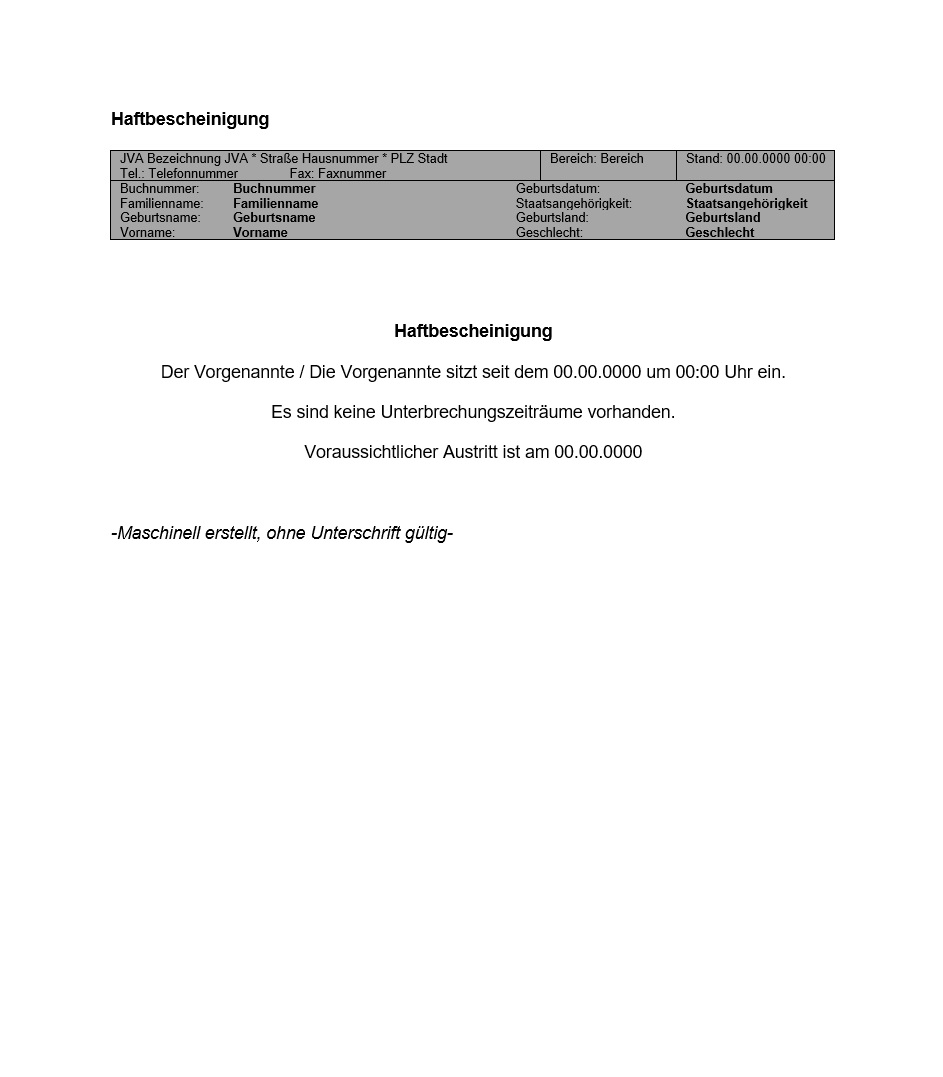
Haftbescheinigung einer JVA in Deutschland

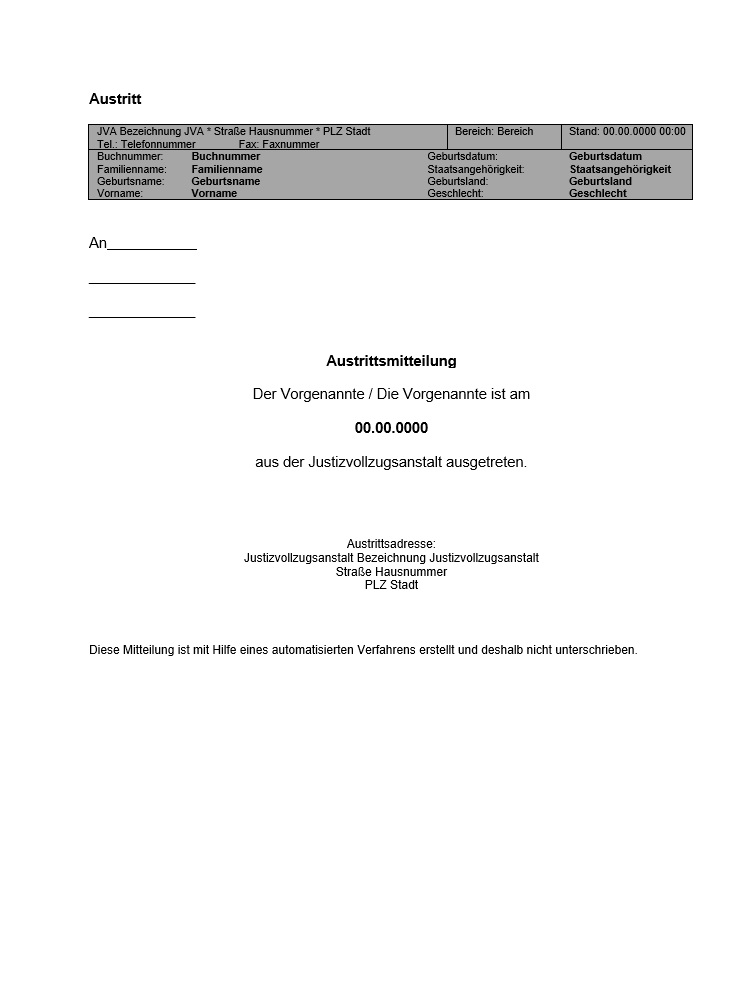
Austrittsmitteilung

Haft wird in Rechtsstaaten eine Form der Freiheitsentziehung genannt, die sich aus einer richterlichen Anordnung (Haftbefehl) ergibt. Eine Haft dient der Rechtspflege (Justiz) und beginnt mit der Verhaftung. In Deutschland finden sich Rechtsgrundlagen für Freiheitsentziehungen insbesondere in der Strafprozessordnung, aber etwa auch in der Zivilprozessordnung und dem Verwaltungs-Vollstreckungsgesetz. Zuständig für die Anordnung sind grundsätzlich Gerichte, womit der Gesetzgeber einer entsprechenden verfassungsrechtlichen Vorgabe in Art. 104 Abs. 2 Rechnung trägt.
Eine Haft greift in die Grund- und Menschenrechte einer bestimmten Person temporär ein, insbesondere in das in Deutschland durch Art. 2 Abs. 2 Satz 2 GG garantierte Recht auf Freiheit der Person. Die häufigste Form ist die Haft zur Strafvollstreckung (Strafhaft). Während bei ihr die verschiedenen Strafzwecke (Sühne, Prävention, Resozialisierung) im Vordergrund stehen, dienen andere Haftformen der Sicherung behördlicher und gerichtlicher Verfahren (Untersuchungshaft) oder der Erzwingung von Handlungen (Erzwingungshaft, Beugehaft). Die Haft ist von der Festnahme und dem Polizeigewahrsam abzugrenzen, ebenso von der Kriegsgefangenschaft.
In Staaten mit einer mangelhaft ausgeprägten Rechtsstaatlichkeit erfolgen mitunter willkürliche Verhaftungen.

## Zivilprozessrecht

### Ordnungshaft wegen Ungebühr
Durch Ordnungshaft wegen Ungebühr nach § 178 GVG kann das Gericht ungebührliches Verhalten von Prozessbeteiligten und sonstigen in der Sitzung anwesenden Personen sanktionieren. Höchstdauer: 1 Woche. Sie kann alternativ zu Ordnungsgeld nach Ermessen des Gerichts verhängt werden.

### Ordnungshaft
Durch Ordnungshaft nach § 380 ZPO kann das unentschuldigte Ausbleiben geladener Zeugen sanktioniert werden. Sie ist nur zulässig, wenn ein vorher festzusetzendes Ordnungsgeld nicht beigetrieben werden konnte. Höchstdauer: 6 Monate.
Durch Ordnungshaft nach § 390 ZPO (umgangssprachlich „Beugehaft“ genannt) erzwingt das Gericht Zeugenaussagen und Eidesleistungen von Personen, denen kein Zeugnisverweigerungsrecht zusteht. Auch hier ist erforderlich, dass ein vorher festzusetzendes Ordnungsgeld nicht beigetrieben werden konnte.
Durch Ordnungshaft nach § 890 ZPO kann ein Unterlassen oder die Duldung eines Handelns durch den Vollstreckungsschuldner erzwungen werden. Auch hier ist Ordnungshaft nur zulässig, wenn ein vorher festzusetzendes Ordnungsgeld nicht beigetrieben werden konnte. Höchstdauer: 6 Monate.

### Erzwingungshaft
Erzwingungshaft nach § 802g ZPO kann angeordnet werden, um einen Vollstreckungsschuldner zur Abgabe einer Vermögensauskunft (früher: „Offenbarungseid“) zu bewegen. Höchstdauer: 6 Monate. Die Verhaftung erfolgt durch den Gerichtsvollzieher, der sich regelmäßig der Vollstreckungshilfe durch die Polizei bedient. Die Verwahrung erfolgt in den Justizvollzugsanstalten.

### Zwangshaft
Durch Zwangshaft nach § 888 Abs. 2 ZPO kann die Vornahme anderer unvertretbarer Handlungen des Vollstreckungsschuldners (wie zum Beispiel eine Auskunft) erzwungen werden. Voraussetzung ist, dass dem Vollstreckungsschuldner die Handlung aus tatsächlichen Gründen möglich ist – niemand darf nämlich nur deswegen in Haft genommen werden, weil er nicht in der Lage ist, eine vertragliche Verpflichtung zu erfüllen (Art. 11, 8. Internationaler Pakt über bürgerliche und politische Rechte vom 19. Dezember 1966). Die Vorschriften über die Erzwingungshaft gelten für die Zwangshaft entsprechend. In der Praxis kommt es zur Verhängung einer Zwangshaft erst dann, wenn zuvor verhängte Zwangsgelder den Willen des Schuldners nicht beugen konnten oder das Zwangsgeld nicht beigetrieben werden kann und stattdessen Ersatzzwangshaft vollzogen wird.

### Persönlicher Arrest
Durch Persönlichen Arrest nach § 918 ZPO soll die Zwangsvollstreckung in das Vermögen des Schuldners sichergestellt werden. Sie wird etwa verhängt, wenn sich der Schuldner mit Vermögensgegenständen ins Ausland abzusetzen versucht.

## Straf- und Strafprozessrecht

### Ordnungshaft
Durch Ordnungshaft wegen Ungebühr nach § 178 GVG kann das Gericht ungebührliches Verhalten auch im Strafprozess sanktionieren; näheres hierzu im Abschnitt Zivilprozessrecht.
Durch Ordnungshaft nach § 51 StPO kann das unentschuldigte Ausbleiben geladener Zeugen sanktioniert werden. Sie ist nur zulässig, wenn ein vorher festzusetzendes Ordnungsgeld nicht beigetrieben werden konnte. Höchstdauer: 6 Monate.
Durch Ordnungshaft nach § 70 StPO (umgangssprachlich „Beugehaft“ genannt) erzwingt das Gericht Zeugenaussagen und Eidesleistungen von Personen, denen kein Zeugnisverweigerungsrecht zusteht. Nach Absatz 2 kann sie auch ohne vorheriges Ordnungsgeld verhängt werden.

### Untersuchungshaft
Durch Untersuchungshaft nach § 112 StPO wird die ordnungsgemäße Durchführung des Ermittlungsverfahrens sichergestellt. Verhindert werden soll insbesondere, dass der Beschuldigte Beweismittel vernichtet oder Zeugen beeinflusst (Verdunkelungsgefahr) oder sich dem Strafverfahren entzieht (Fluchtgefahr). Sie kann auch zur Unterbindung weiterer Straftaten angeordnet werden (Wiederholungsgefahr, insbesondere bei Sexualdelikten).

### Hauptverhandlungshaft
Hauptverhandlungshaft nach § 230 StPO kann gegen einen nicht erschienenen Angeklagten zur Sicherung der Durchführung der mündlichen Verhandlung verhängt werden.

### Strafhaft
Strafhaft dient der Vollstreckung einer Freiheitsstrafe nach § 38 StGB bzw. einer im Fall der Uneinbringlichkeit von Geldstrafen verhängte Ersatzfreiheitsstrafe nach § 43 StGB.

### Unterbringung
Die Unterbringung dient der Umsetzung einer Maßregel der Besserung und Sicherung nach §§ 62ff. StGB. Sie kann in einem psychiatrischen Krankenhaus, einer Entziehungsanstalt oder – im Fall der Sicherungsverwahrung – in einer Justizvollzugsanstalt erfolgen.

### Organisationshaft
In Organisationshaft kann ein Straftäter festgehalten werden, gegen den sowohl eine Freiheitsstrafe als auch eine Maßregel der Besserung und Sicherung verhängt wurde, solange der nach § 64 StGB grundsätzlich zuerst abzuleistende Maßregelvollzug aus tatsächlichen Gründen nicht möglich ist – etwa weil keine Plätze in der entsprechenden Einrichtung verfügbar sind.

### Auslieferungshaft
Auslieferungshaft nach § 15 Gesetz über die internationale Rechtshilfe in Strafsachen (IRG) dient der Sicherung der Auslieferung eines Straftäters in ein anderes Land zur dortigen Durchführung eines Strafverfahrens. Deutschland setzt hier mit bilaterale Verträge zwischen Staaten (Rechtshilfeabkommen) um.

## Allgemeines Verwaltungsrecht

### Ersatzzwangshaft
Ersatzzwangshaft nach § 16 Verwaltungs-Vollstreckungsgesetz kann das Verwaltungsgericht verhängen, um den Schuldner öffentlich-rechtlicher zur Vornahme von Handlungen, Duldungen und Unterlassen im Vollstreckungsverfahren anzuhalten. Voraussetzung ist, dass ein vorher festgesetztes Zwangsgeld uneinbringlich ist. Höchstdauer: Zwei Wochen.

## Ausländerrecht

### Abschiebungshaft in Deutschland
Abschiebungshaft (fälschlich auch: Abschiebehaft) nach § 62 Aufenthaltsgesetz kann zur Vorbereitung einer Ausweisung (Vorbereitungshaft) sowie zur Sicherung der Abschiebung (Sicherungshaft) verhängt werden. Sie wird durch das Amtsgericht auf Antrag der zuständigen Behörde (zumeist der Ausländerbehörde) angeordnet. Haftgründe für die Vorbereitungshaft ergeben sich aus § 62 Abs. 2 Satz 1 AufenthG, Haftgründe der Sicherungshaft aus § 62 Abs. 3 AufenthG.
Bei dieser Art der Haft handelt es sich nicht um eine Strafhaft, sondern um eine Maßnahme zur Durchsetzung der Ausreisepflicht. Daher gelten hierfür nicht die im Strafrecht anwendbaren Verfahrensvorschriften der Strafprozessordnung. Es handelt sich um eine Freiheitsentziehungssache, auf die die Regelungen des Gesetzes über das Verfahren in Familiensachen und in den Angelegenheiten der freiwilligen Gerichtsbarkeit (FamFG) anwendbar sind, § 106 Abs. 2 AufenthG, §§ 415ff. FamFG.

### Schubhaft in Österreich
In Österreich wird Abschiebungshaft als Schubhaft bezeichnet. Diese ist in § 76 Fremdenpolizeigesetz 2005 geregelt und kann neben der Sicherung der Abschiebung unter anderem auch der Sicherung des Asylverfahrens dienen. Dies führt aufgrund des europäischen Asylzuständigkeitssystems nach der Dublin-III-Verordnung dazu, dass auch Flüchtlinge während des Zulassungsverfahrens in Schubhaft genommen werden dürfen.